# Joaquín Larrivey
Joaquín Larrivey (sinh ngày 20 tháng 8 năm 1984) là một cầu thủ bóng đá người Argentina.

## Sự nghiệp câu lạc bộ
Joaquín Larrivey đã từng chơi cho JEF United Chiba.